# FC Arabkir
El FC Arabkir (en armenio: Ֆուտբոլային Ակումբ Արաբկիր) fue un equipo de fútbol de Armenia que alguna vez jugó en la Liga Premier de Armenia, la máxima categoría de fútbol en el país.

## Historia
Fue fundado en el año 1977 en la capital Ereván durante el periodo soviético con el nombre FC Kanaz Yerevan y representaba a los mineros explotadores de aluminio de la empresa Rusal.
El club ganó el título de la liga soviética de Armenia en una ocasión en 1978, mismo año en el que ganó la copa de Armenia.
El club cambió su nombre en 1992 por su nombre actual y fue uno de los equipos fundadores de la Liga Premier de Armenia en 1992, donde jugó en 4 temporadas hasta su desaparición en 1997.

## Palmarés
- Liga Soviética de Armenia: 1

1978
- Copa Soviética de Armenia: 1

1978
- Primera Liga de Armenia: 2

1995, 1995/96